# Shin'ichi Shinohara
Shin'ichi Shinohara (篠原 信一?, Shinohara Shin'ichi; Hiranai, 23 gennaio 1973) è un judoka giapponese.
È stato uno dei più grandi campioni giapponesi di judo.
Ha rappresentato il Giappone in numerose competizioni internazionali dal 1994 al 2003 vincendo due titoli mondiali assoluti e un argento alle Olimpiadi di Sydney 2000.
La finale olimpica di Sydney 2000 è giudicata come l'incontro più importante disputato da Shinohara, ma il campione nipponico può vantare anche due ori ai Campionati del Mondo conquistati in un'unica edizione, impresa riuscita a pochissimi atleti.
Rimarrà nella storia del judo una delle pagine più controverse, quella che vide David Douillet vincere nonostante un Uchi-mata-sukashi subìto, che tutti i giapponesi presenti giudicano ancora oggi ippon senza ombra di dubbio.
Nel videogioco Yakuza Kiwami appare come un personaggio principale di una substory e successivamente come avversario per il colosseo.